# Gherardo Amadei
Gherardo Tomaso Amadei (Erba, 3 agosto 1951 – Milano, 18 febbraio 2016) è stato uno psichiatra e psicoanalista italiano che ebbe una visione non monolitica della psicoanalisi e adottò l'utilizzo clinico della mindfulness basata su una tecnica meditativa.

## Biografia
Si formò presso l'Università degli Studi di Milano laureandosi in Medicina e Chirurgia nel 1977 con una tesi sull'analisi logico-linguistica e contenutistica dei primi colloqui clinici. Successivamente, si specializzò nel 1981 in Psichiatria nello stesso Ateneo discutendo una tesi sull'individuazione dei motivi tematici all'interno di colloqui di psicoterapia. Lavorò presso i servizi pubblici di Psichiatria da fine anni '70 sino agli inizi degli anni 2000.
Nel 1984 iniziò il training psicoanalitico presso la Società Psicoanalitica Italiana (SPI). In seguito ne diventerà membro associato nel 1994, separandosi nel 2011 per divergenze teoriche e metodologiche. La sua formazione, inizialmente nell'ortodossia freudiana, inglobò via via elementi e tecniche di derivazione relazionale e di metodologia della ricerca in psicoterapia. L'incontro con autori come Jung, Winnicott, Bowlby, Kohut e Mitchell furono decisivi nel discostare sempre più Amadei da una visione monopersonale classica della psicoanalisi, in favore di una più contemporanea prospettiva bipersonale.
Nel 2005 si formò presso il Center for Mindfulness in Medicine, Health Care, and Society dell'Università del Massachusetts come conduttore di gruppi MBSR (Mindfulness Based Stress Reduction). L'acquisizione di questo bagaglio tecnico segnò molto la sua attività clinica e di ricerca integrando al suo modello di psicoterapia psicodinamica le pratiche meditative di mindfulness, che utilizzò applicandole nella relazione di cura e nella pratica clinica.
Scrisse diversi libri e articoli specialistici sulla mindfulness e fondò le associazioni Esperienze di Mindfulness (MindEsp) e TempoMindfulness, istituti dedicati alla formazione e alla diffusione delle pratiche di mindfulnesss attraverso pratiche gratuite di gruppo e l’insegnamento di diversi corsi mindfulness-based, incluso il protocollo MBSR di Jon Kabat-Zinn, suo maestro e caro amico.
Nel 2010 entrò a far parte dell'International Association for Relational Psychoanalysis and Psychotherapy (IARPP) abbandonando successivamente la SPI e l’IPA (International Psychoanalitic Society).
Iniziò la sua attività di docenza universitaria nel 1996 e fino al 2007 fu docente presso la Facoltà di Psicologia dell'Università Cattolica del Sacro Cuore di Milano insegnando Psicopatologia e Psicologia Dinamica.
Dal 2007 al 2015 fu professore associato di Psicologia Dinamica (Area M/PSI-07) presso l'Università di Milano-Bicocca, dove tenne le cattedre di "Genitorialità e Figli Adolescenti" presso il corso di laurea in Scienze e Tecniche Psicologiche, "Psicologia Dinamica" (rinominato successivamente "Psicologia Dinamica della Comunicazione") presso il corso di laurea in Comunicazione e Psicologia e "Psicologia Dinamica Avanzato" presso il corso di laurea magistrale in Psicologia Clinica, dello Sviluppo e Neuropsicologia.
Le innovazioni di Amadei furono una visione non monolitica della psicoanalisi arricchendo teorie e tecniche classiche con quelle di diversi autori anche contemporanei, l'enfasi sulla relazionalità umana, l'unione tra pratica clinica e ricerca, il ruolo del corpo in psicoterapia, l'utilizzo clinico della mindfulness (che concepiva come fattore terapeutico comune in tutte le psicoterapie).
Morì a Milano il 18 febbraio 2016 all'età di 65 anni.
Nel 2017 gli fu dedicato il libro Una Mente Aperta. Scritti di e per Gherardo Amadei, curato dagli amici Pietro Roberto Goisis e Daniele Malaguti. Si trattava di un testo che raccoglieva alcuni inediti contributi rivolti ad Amadei da parte di parenti, amici, colleghi e allievi.
Nel 2018 in sua memoria fu istituito il Premio Gherardo Amadei.

## Opere
- Psicologia dinamica, con Cavanna e Zavattini, il Mulino, 2015.
- Mindfulness. Essere consapevoli, il Mulino, 2013.
- La svolta relazionale. Itinerari italiani, con Lingiardi, Caviglia e De Bei, Raffaello Cortina, 2011.
- Sistemi viventi: l'emergere della persona attraverso l'evoluzione della consapevolezza, Louis Sander trad. Bruno Osimo, Raffaello Cortina, 2007.
- La funzione riflessiva, in La ricerca in psicoterapia. Modelli e strumenti, Dazzi, Lingiardi e Colli, Raffaello Cortina, 2006,  pp. 329-342.
- Come si ammala la mente, il Mulino, 2005 (ripubblicato nel 2014).
- Il paradigma celato. Il modello interpersonale nella psicologia dinamica, Unicopli, 2001.
- L'alleanza in psicoterapia. Dalla definizione teorica alla misurazione empirica, EDUCatt Università Cattolica, 2000.
- Psicoterapia su misura: pazienti borderline e patologie mentali gravi, Leonard Horwitz trad. Bruno Osimo, Raffaello Cortina, 1998.